# Luis Miguel Reyes Asmarats
Luis Miguel Reyes Asmarats   (Barcelona, 22 de setembre de 1958) és un pilot català d'esports del motor que ha estat competint amb èxit -primer en motociclisme i després en automobilisme- d'ençà de 1977, any en què debutà a l'aleshores popular Copa Ossa 250 i la guanyà a tot just dinou anys. Des d'aleshores, formà part de l'elit catalana de motociclisme de velocitat, havent competit al Campionat del Món entre 1983 i 1990. Després de gairebé vint anys competint en motocicleta, el 1996 debutà en competicions d'automobilisme també amb èxit, essent encara actualment un dels més destacats pilots en actiu d'automòbils de categoria GT (Turismes).
Des de fa anys, compagina la competició amb altres facetes del món del motor, com ara el periodisme especialitzat i l'organització d'esdeveniments i cursets de conducció esportiva.

## Trajectòria esportiva

### Motociclisme
Seguint les passes del seu germà Joaquín (pilot de ral·lis que s'havia iniciat també en competició en motociclisme) Luis Miguel s'apuntà al campionat de promoció "Copa Ossa 250", comptant amb el patrocini del taller barceloní Pit Stop. Després de guanyar la Copa amb autoritat (30 punts d'avantatge sobre el segon classificat, Daniel Boquet) l'any següent -1978- debutà al Campionat d'Espanya de 250cc amb una Yamaha, aconseguint-hi ja d'entrada el subcampionat. Durant uns anys més, seguí competint en curses estatals de velocitat i de resistència, obtenint dins d'aquesta darrera especialitat èxits com ara dues victòries a les 24 hores de Montjuïc (1983 i 1984, com a pilot oficial de Ducati) i un títol de Campió d'Espanya de Resistència (1984).
La temporada de 1983 debutà al Campionat del Món de 250cc, passant a la cilindrada de 80cc amb una Autisa el 1986. La temporada següent, 1987, fou la seva millor al Mundial, ja que hi acabà setè després d'haver aconseguit dos quarts llocs (un al GP dels Països Baixos i l'altre al GP de Gran Bretanya).
Després d'aquests resultats engrescadors, de cara a 1988 entrà a l'equip oficial de Garelli per a disputar el Mundial de 125cc al costat del campió del món Fausto Gresini, però tingué la mala sort que aquell any les Garelli anaven molt mancades de potència i no passà del catorzè lloc final.

### Automobilisme
Un cop s'hagué retirat del motociclisme debutà en competicions d'automobilisme, obtenint-hi importants èxits com ara els campionats estatals "Copa Citroën Saxo", "Copa Renault Clio" i "Supercopa Seat León", juntament amb diversos podis a les 24 hores automobilistes de Montmeló i els 1000 km Hyundai. Ha participat també en diverses edicions del Campionat FIA i al d'Espanya de GT tot pilotant un Ferrari.

## Periodisme
Luis Miguel Reyes treballa com a periodista especialitzat i com a director dels números especials de la revista Solo Auto Sport, col·laborant des de la dècada de 1990 amb el grup editorial Alesport, dins el qual ha estat cap del departament de proves de la revista Solo Moto, així com director i creador de diferents esdeveniments: Fun & Endurance, Supermoto Cup KTM, Critèrium Derbi i diversos cursets de conducció de motociclisme.

## Palmarès

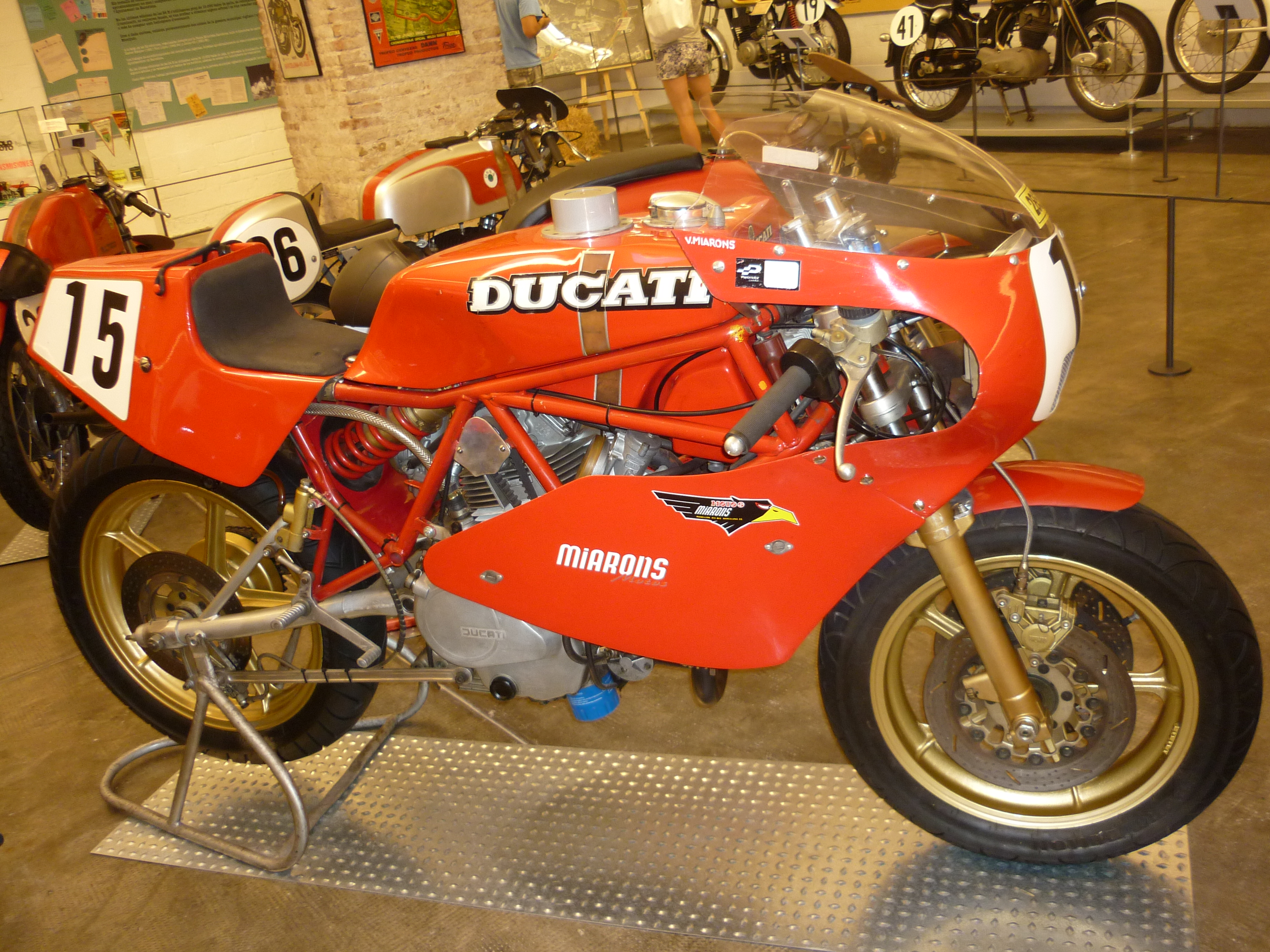
La Ducati amb què guanyà les 24 Hores de Montjuïc el 1983, amb Min Grau i Quique De Juan

## Palmarès[10]

### Motociclisme
- Campió Copa Ossa 250 cc (1977)
- Subcampió d'Espanya de Velocitat 250 cc (1978)
- Guanyador del Superprestigio Internacional 250 cc (1979)
- Campió d'Espanya de Resistència 750 cc (1984)
- Guanyador de les 24 Hores de Montjuïc en 2 ocasions (1983 i 1984)
- Pilot professional del campionat del món velocitat de 1985 a 1990

#### Resultats al Mundial de motociclisme[3]
| Any   | Categoria | Moto         | Curses | Victòries | Podi | Pole | Fast lap | Punts | Posició |
| ----- | --------- | ------------ | ------ | --------- | ---- | ---- | -------- | ----- | ------- |
| 1983  | 250cc     | Arbizu-Rotax | 1      | 0         | 0    | 0    | 0        | 0     | -       |
| 1984  | 250cc     | Honda        | 2      | 0         | 0    | 0    | 0        | 0     | -       |
| 1985  | 250cc     | JJ Cobas     | 8      | 0         | 0    | 0    | 0        | 9     | 17è     |
| 1986  | 80cc      | Autisa       | 7      | 0         | 0    | 0    | 0        | 2     | 22è     |
| 1987  | 80cc      | Autisa       | 10     | 0         | 0    | 0    | 0        | 31    | 7è      |
| 1988  | 125cc     | Garelli      | 10     | 0         | 0    | 0    | 0        | 34    | 14è     |
| 1989  | 125cc     | Honda        | 10     | 0         | 0    | 0    | 0        | 35    | 13è     |
| 1990  | 125cc     | Gazzaniga    | 4      | 0         | 0    | 0    | 0        | 0     | -       |
| Total |           |              | 52     | 0         | 0    | 0    | 0        | 111   |         |

### Automobilisme
- Campió d'Espanya Citroën Saxo Cup 1999
- Campió Copa Renault Clio 2001
- Segon classificat 24 hores de Montmeló 2002
- Campió Supercopa Seat León 2003
- Euro Cup Megane Trophy 2005
- Segon classificat a la Cursa de Campions (Motor Show Festival 2005)
- Participació en el Campionat FIA GT
- Participació en el Campionat d'Espanya GT
- Campió d'Espanya Mini Challenge 2011